# Stazione di Shiroishi (Miyagi)
La stazione di Shiroishi (白石駅?, Shiroishi-eki) è una stazione ferroviaria situata della città di Shiroishi, nella prefettura di Miyagi, in Giappone, ed è servita dalla linea principale Tōhoku regionale della JR East.

## Servizi ferroviari
East Japan Railway Company
■ Linea principale Tōhoku (servizi regionali)

## Struttura
La stazione è dotata di un marciapiede a isola e uno laterale con due binari passanti in superficie, collegati da un sovrappassaggio. Supporta la bigliettazione elettronica Suica.
| 1 | ■ Linea principale Tōhoku | per Iwanuma, Natori e Sendai            |
| 2 | ■ Linea principale Tōhoku | treni aventi origine da questa stazione |
| 3 | ■ Linea principale Tōhoku | per Fukushima, Kōriyama e Kuroiso       |
| 3 | ■ Linea principale Tōhoku | per Iwanuma, Natori e Sendai            |

## Stazioni adiacenti
| «                       | Servizio                | »                       |
| Linea principale Tōhoku | Linea principale Tōhoku | Linea principale Tōhoku |
| ----------------------- | ----------------------- | ----------------------- |
| Kosugō                  | Locale                  | Higashi-Shiroishi       |
| Fukushima               | Sendai City Rapid       | Ōgawara                 |